# Campeonato Mundial de Patinação Artística no Gelo de 1987
O Campeonato Mundial de Patinação Artística no Gelo de 1987 foi a septuagésima sétima edição do Campeonato Mundial de Patinação Artística no Gelo, um evento anual de patinação artística no gelo organizado pela União Internacional de Patinação (em inglês:  International Skating Union) onde os patinadores artísticos competem pelo título de campeão mundial. A competição foi disputada entre os dias 10 de março e 15 de março, na cidade de Cincinnati, Ohio, Estados Unidos.

## Eventos
- Individual masculino
- Individual feminino
- Duplas
- Dança no gelo

## Medalhistas
| Evento                        | Ouro                                                  | Prata                                                 | Bronze                                        |
| Individual masculino detalhes | Brian Orser · Canadá                                  | Brian Boitano · Estados Unidos                        | Alexander Fadeev · União Soviética            |
| Individual feminino detalhes  | Katarina Witt · Alemanha Oriental                     | Debi Thomas · Estados Unidos                          | Caryn Kadavy · Estados Unidos                 |
| Duplas detalhes               | Ekaterina Gordeeva · Sergei Grinkov · União Soviética | Elena Valova · Oleg Vasiliev · União Soviética        | Jill Watson · Peter Oppegard · Estados Unidos |
| Dança no gelo detalhes        | Natalia Bestemianova · Andrei Bukin · União Soviética | Marina Klimova · Sergei Ponomarenko · União Soviética | Tracy Wilson · Robert McCall · Canadá         |

## Resultados

### Individual masculino
| Pos.                                | Nome                  | Nacionalidade      | Pontos |
| ----------------------------------- | --------------------- | ------------------ | ------ |
| Medalha de ouro                     | Brian Orser           | Canadá             |        |
| Medalha de prata                    | Brian Boitano         | Estados Unidos     |        |
| Medalha de bronze                   | Alexander Fadeev      | União Soviética    |        |
| 4                                   | Vladimir Kotin        | União Soviética    |        |
| 5                                   | Grzegorz Filipowski   | Polônia            |        |
| 6                                   | Viktor Petrenko       | União Soviética    |        |
| 7                                   | Christopher Bowman    | Estados Unidos     |        |
| 8                                   | Petr Barna            | Tchecoslováquia    |        |
| 9                                   | Richard Zander        | Alemanha Ocidental |        |
| 10                                  | Scott Williams        | Estados Unidos     |        |
| 11                                  | Makoto Kano           | Japão              |        |
| 12                                  | Masaru Ogawa          | Japão              |        |
| 13                                  | Falko Kirsten         | Alemanha Oriental  |        |
| 14                                  | Oliver Höner          | Suíça              |        |
| 15                                  | Kurt Browning         | Canadá             |        |
| 16                                  | Lars Dresler          | Dinamarca          |        |
| 17                                  | Paul Robinson         | Reino Unido        |        |
| 18                                  | Philippe Roncoli      | França             |        |
| 19                                  | Alessandro Riccitelli | Itália             |        |
| 20                                  | Michael Slipchuk      | Canadá             |        |
| 21                                  | Peter Johansson       | Suécia             |        |
| 22                                  | Cameron Medhurst      | Austrália          |        |
| 23                                  | Oula Jääskeläinen     | Finlândia          |        |
| 24                                  | Oliver Dechert        | Alemanha Ocidental |        |
| Não avançaram para o programa livre |                       |                    |        |
| 25                                  | Boiko Alexiev         | Bulgária           |        |
| 26                                  | Tomislav Cizmesija    | Iugoslávia         |        |
| 27                                  | Chi-Man Wong          | Hong Kong          |        |

### Individual feminino
| Pos.                                | Nome             | Nacionalidade      | Pontos |
| ----------------------------------- | ---------------- | ------------------ | ------ |
| Medalha de ouro                     | Katarina Witt    | Alemanha Oriental  |        |
| Medalha de prata                    | Debi Thomas      | Estados Unidos     |        |
| Medalha de bronze                   | Caryn Kadavy     | Estados Unidos     |        |
| 4                                   | Elizabeth Manley | Canadá             |        |
| 5                                   | Kira Ivanova     | União Soviética    |        |
| 6                                   | Claudia Leistner | Alemanha Ocidental |        |
| 7                                   | Jill Trenary     | Estados Unidos     |        |
| 8                                   | Midori Ito       | Japão              |        |
| 9                                   | Anna Kondrashova | União Soviética    |        |
| 10                                  | Joanne Conway    | Reino Unido        |        |
| 11                                  | Patricia Schmidt | Canadá             |        |
| 12                                  | Susanne Becher   | Alemanha Ocidental |        |
| 13                                  | Claudia Villiger | Suíça              |        |
| 14                                  | Agnès Gosselin   | França             |        |
| 15                                  | Iveta Voralova   | Tchecoslováquia    |        |
| 16                                  | Željka Čižmešija | Iugoslávia         |        |
| 17                                  | Beatrice Gelmini | Itália             |        |
| 18                                  | Tracy Brook      | Austrália          |        |
| 19                                  | Elina Hanninen   | Finlândia          |        |
| 20                                  | Yvonne Pokorny   | Áustria            |        |
| 21                                  | Helene Persson   | Suécia             |        |
| 22                                  | Hyun-Jun Ji      | Coreia do Sul      |        |
| 23                                  | Sandra Escoda    | Espanha            |        |
| WD                                  | Tamara Téglássy  | Hungria            |        |
| Não avançaram para o programa livre |                  |                    |        |
| 25                                  | Pauline Lee      | Taipé Chinesa      |        |
| 26                                  | Petia Gavazova   | Bulgária           |        |

### Duplas
| Pos.              | Nome                                | Nacionalidade      | Pontos |
| ----------------- | ----------------------------------- | ------------------ | ------ |
| Medalha de ouro   | Ekaterina Gordeeva / Sergei Grinkov | União Soviética    | 1.5    |
| Medalha de prata  | Elena Valova / Oleg Vasiliev        | União Soviética    | 3.0    |
| Medalha de bronze | Jill Watson / Peter Oppegard        | Estados Unidos     | 4.5    |
| 4                 | Larisa Selezneva / Oleg Makarov     | União Soviética    | 7.5    |
| 5                 | Denise Benning / Lyndon Johnston    | Canadá             | 8.0    |
| 6                 | Cynthia Coull / Mark Rowsom         | Canadá             | 8.0    |
| 7                 | Gillian Wachsman / Todd Waggoner    | Estados Unidos     | 10.5   |
| 8                 | Christine Hough / Doug Ladret       | Canadá             | 11.0   |
| 9                 | Cheryl Peake / Andrew Naylor        | Reino Unido        | 13.5   |
| 10                | Lenka Knapova / René Novotný        | Tchecoslováquia    | 15.0   |
| 11                | Sonja Adalbert / Daniele Caprano    | Alemanha Ocidental | 17.0   |
| 12                | Danielle Carr / Stephen Carr        | Austrália          | 17.5   |
| 13                | Shuk-Ching Ngai / Cheuk-Fai Lai     | Hong Kong          | 19.5   |

### Dança no gelo
| Pos.              | Nome                                    | Nacionalidade      | Pontos |
| ----------------- | --------------------------------------- | ------------------ | ------ |
| Medalha de ouro   | Natalia Bestemianova / Andrei Bukin     | União Soviética    |        |
| Medalha de prata  | Marina Klimova / Sergei Ponomarenko     | União Soviética    |        |
| Medalha de bronze | Tracy Wilson / Robert McCall            | Canadá             |        |
| 4                 | Natalia Annenko / Genrikh Sretenski     | União Soviética    |        |
| 5                 | Suzanne Semanick / Scott Gregory        | Estados Unidos     |        |
| 6                 | Kathrin Beck / Christoff Beck           | Áustria            |        |
| 7                 | Antonia Becherer / Ferdinand Becherer   | Alemanha Ocidental |        |
| 8                 | Klára Engi / Attila Tóth                | Hungria            |        |
| 9                 | Isabelle Duchesnay / Paul Duchesnay     | França             |        |
| 10                | Karyn Garossino / Rod Garossino         | Canadá             |        |
| 11                | Lia Trovati / Robert Pelizzola          | Itália             |        |
| 12                | Susie Wynne / Joseph Druar              | Estados Unidos     |        |
| 13                | Sharon Jones / Paul Askham              | Reino Unido        |        |
| 14                | Michela Malingambi / Andrea Gilardi     | Itália             |        |
| 15                | Honorata Górna / Andrzej Dostatni       | Polônia            |        |
| 16                | Tomoko Tanaka / Hiroyuki Suzuki         | Japão              |        |
| 17                | Jo Ann Borlase / Scott Chalmers         | Canadá             |        |
| 18                | Andrea Weppelmann / Hendryk Schamberger | Alemanha Ocidental |        |
| 19                | Monica MacDonald / Rodney Clarke        | Austrália          |        |
| 20                | Susanna Rahkamo / Petri Kokko           | Finlândia          |        |
| 21                | Hristina Boyanova / Javor Ivanov        | Bulgária           |        |
| 22                | Kyung Sook Park / Seung Jong Han        | Coreia do Sul      |        |

## Quadro de medalhas
| Ordem | País              | Medalha de ouro | Medalha de prata | Medalha de bronze |    | Ordem por total |
| ----- | ----------------- | --------------- | ---------------- | ----------------- | -- | --------------- |
| 1     | União Soviética   | 2               | 2                | 1                 | 5  | 1               |
| 2     | Canadá            | 1               |                  | 1                 | 2  | 3               |
| 3     | Alemanha Oriental | 1               |                  |                   | 1  | 4               |
| 4     | Estados Unidos    |                 | 2                | 2                 | 4  | 2               |
| TOTAL | TOTAL             | 4               | 4                | 4                 | 12 | —               |